# Prosper Soulès
Pour les articles homonymes, voir Soulès.
Prosper Soulès ou Prosper Antoine Soulès est né en 1763 et mort en 1794.

## Biographie
Sous l'Ancien Régime, Prosper François Soulès exerce la profession de clerc de notaire. Il est originaire des environs d'Épernay et compatriote champenois de Georges Jacques Danton.
Membre de l'assemblée électorale de Paris en 1789, il est un des vainqueurs de la Bastille le 14 juillet 1789. Il assume, après le meurtre du gouverneur de la Bastille Bernard-René Jordan de Launay, l'exercice de ses fonctions par intérim de « commandant intérimaire de la forteresse ». Il en est cavalièrement dépossédé par Georges Danton mais rétabli par la Commune de Paris sur les instances de La Fayette.
Il devient par la suite un des administrateurs de la police et fut guillotiné le 29 prairial an II ; il fut inhumé au cimetière de Picpus.